# Caisse nationale de l'assurance maladie
Pour les articles homonymes, voir CNAM.
 (février 2025).
En France, la Caisse nationale de l’assurance maladie (CNAM) gère, au niveau national, les branches maladie (risques maladie, maternité, invalidité, décès) et accidents du travail / maladies professionnelles (AT-MP) du régime général de la sécurité sociale et pilote les organismes chargés de la mettre en œuvre.
Pour conduire ses missions, la CNAM est à la tête d’un réseau de 101 caisses primaires d'assurance maladie (CPAM) en France métropolitaine, une caisse commune de sécurité sociale (CCSS) en Lozère, quatre caisses générales de sécurité sociale (CGSS) dans les départements d'outre-mer de Guadeloupe, de Martinique, de Guyane et de La Réunion, et une caisse de sécurité sociale (CSS) à Mayotte. Le 1er avril 2022, la CPAM et la CAF des Hautes-Alpes seront fusionnées pour créer une CCSS.

## Historique
La Caisse Nationale de l’Assurance Maladie des Travailleurs Salariés (CNAMTS) est créée dans le cadre de l’ordonnance de 1967 qui instaure une séparation de la Sécurité sociale en branches autonomes : maladie (CNAMTS), famille (Caisse nationale des allocations familiales) et vieillesse (Caisse nationale d'assurance vieillesse).
Le 1er janvier 2018, la CNAMTS devient la Caisse nationale de l'assurance maladie (CNAM) à la suite de la disparition du Régime social des indépendants (RSI) et des régimes étudiant. La CNAM gère maintenant les assurés du régime général et du RSI.

## Statut
La CNAM est un organisme administratif public jouissant d'une personnalité juridique et d'une autonomie financière. Elle agit sous la double tutelle du ministère chargé de la Santé  et du ministère de l'Économie et des finances.

## Organisation

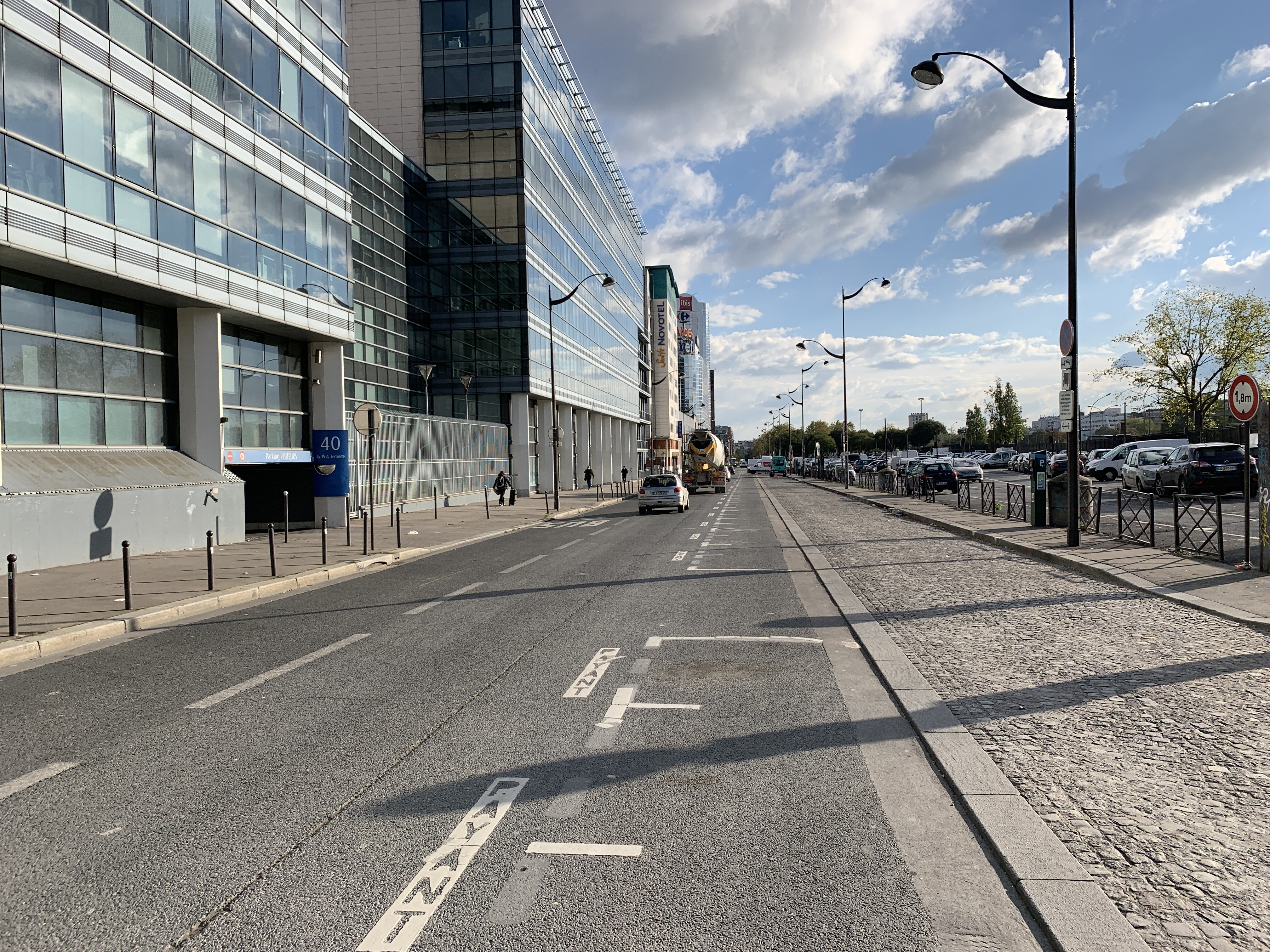
siège de la CNAM, avenue du Professeur-André-Lemierre à Paris.

### La direction générale
La direction générale compte plusieurs missions et directions placées sous la responsabilité du directeur général, dont :
- la mission cabinet du médecin-conseil national ;
- la mission contrôle de gestion ;
- la mission prévention des conflits d'intérêts ;
- la mission relations européennes internationales et coopération ;
- la direction médiation ;
- la direction du groupe UGECAM (Union pour la Gestion des Etablissements des Caisses de l'Assurance Maladie).

Le directeur général de la CNAM est aussi directeur général de l’Union nationale des caisses d'assurance maladie.
| Identité               | Période          | Période          |
| Identité               | Début            | Fin              |
| ---------------------- | ---------------- | ---------------- |
| Christian Prieur (d)   | 1967             | 1979             |
| Dominique Coudreau (d) | 1979             | 1989             |
| Gilles Johanet         | 1989             | 1993             |
| Gérard Rameix          | 11 octobre 1993  | 21 mars 1997     |
| Bertrand Fragonard     | 21 mars 1997     | 29 juillet 1998  |
| Gilles Johanet         | 29 juillet 1998  | 7 février 2002   |
| Daniel Lenoir (d)      | 7 février 2002   | 20 novembre 2004 |
| Frédéric Van Roekeghem | 20 novembre 2004 | 12 novembre 2014 |
| Nicolas Revel          | 17 novembre 2014 | 3 juillet 2020   |
| Thomas Fatome (d)      | 17 août 2020     | En cours         |

### Conseil
Instance politique de la Cnam, le Conseil est consulté sur tout projet de loi, d’arrêté ou de décret qui a un impact sur l’Assurance Maladie. Il est composé de 35 membres, avec un mandat de 4 ans :
- treize représentants des assurés sociaux. Ils sont désignés par les organisations syndicales de salariés interprofessionnelles représentatives sur le plan national : CGT, CFDT, CGT-FO, CFTC, CFE-CGC ;
- treize représentants des employeurs désignés par les organisations professionnelles nationales d'employeurs représentatives (Medef, CPME, U2P) ;
- trois représentants désignés par la Fédération nationale de la mutualité française (FNMF) ;
- trois représentants d'institutions intervenant dans le domaine de l'assurance maladie, désignées par le ministre chargé de la sécurité sociale : Fédération nationale des accidentés du travail et des handicapés (Fnath), Union nationale des associations familiales (Unaf) et Union nationale des associations agréées d'usagers du système de santé (Unaass ou France Assos Santé) ;
- une personnalité qualifiée dans les domaines d'activité des organismes d'assurance maladie, désignée par le ministre chargé de la sécurité sociale ;
- un représentant des associations d'étudiants : Fédération des associations générales étudiantes (Fage) ;
- un représentant du conseil d'administration du Conseil de la protection sociale des travailleurs indépendants (CPTSI) ;
- trois représentants du personnel (représentant respectivement les employés et assimilés, les praticiens-conseils et les cadres), avec voix consultative.

Assistent également au Conseil le directeur général, l'agent comptable national, le contrôleur économique et financier et le médecin-conseil national. Des commissaires du gouvernement représentent les ministres chargés de la Santé et du Budget.
Le mandat du Conseil de la Cnam est de quatre ans. Il élit, à bulletin secret, en son sein, son président et son vice-président.

### Groupe UGECAM

logo de l'UGECAM.

Le groupe UGECAM (Union pour la Gestion des Établissements des Caisses de l'Assurance Maladie) gère les 225 établissements sanitaires et médicaux-sociaux de l'Assurance Maladie.

### Service du contrôle médical
Les 20 directions régionales du service médical (DRSM) apportent leur expertise médicale dans le domaine de la gestion du risque : elles conseillent, accompagnent et contrôlent les assurés et les professionnels de santé. Elles disposent d’un échelon local auprès de chaque CPAM, constitué de praticiens-conseils (médecins, chirurgiens-dentistes, pharmaciens)et de personnel administratif.

### Commissions

#### Commission AT/MP
Tout comme le Conseil, la commission AT/MP (Accident du Travail et Maladie Professionnelle) a une structure paritaire, c'est-à-dire qu'elle est constituée des représentants à la fois des employeurs et des salariés. Elle exerce les compétences du conseil en matière d'accidents du travail et de maladies professionnelles et obéit au même fonctionnement. Elle est chargée de l'équilibre financier de la branche AT/MP, la tarification, la réparation et la prévention des AT/MP. Dans ce cadre, elle détermine les orientations de la convention d'objectifs et de gestion (COG) de la branche. Elle approuve les budgets du Fonds national de prévention des accidents du travail et des maladies professionnelles (FNPATMP). La présidente de la commission des AT/MP est Mme Nathalie Buet.

#### Autres commissions
La Cnam est constituée de plusieurs autres commissions :
- commission de l’organisation des soins (COS), présidée par Jocelyne Marmande ;
- commission de l’animation du réseau et des moyens (Carm), présidée par Sofi Leroy ;
- commission de la réglementation (COR), présidée par Corine Postel ;
- commission des relations aux publics et de l’action sanitaire et sociale (Corpass), présidée par Bernadette Hilpert ;
- commission de suivi et d’analyse des dépenses de santé (CSADS), présidée par Michel Seignovert ;
- commission santé prévention (CSP), présidée par Pascale Vatel ;
- commission des systèmes d’information (CSI), présidée par Jean-Claude Fichet.

### Conseil scientifique
Le conseil scientifique de la Cnam a été créé en 1999. Il est composé de personnalités indépendantes issues de différents secteurs : sciences médicales et infirmières, économie, sociologie, géographie, santé publique, droit, éthique. Il a pour missions de concevoir des stratégies d'amélioration de la qualité et de l'efficience du système de santé, d'évaluer les résultats des actions menées, de développer une vision prospective qui permette d'anticiper les évolutions et de s'y préparer, et de promouvoir la recherche sur les services de santé.

## Missions
La réforme de l’assurance maladie d’août 2004 a renforcé et complété les responsabilités de la CNAM, notamment dans l’optimisation du fonctionnement du système de soins.
Aujourd’hui[Quand ?], les principales missions de la CNAM sont :
- définir les orientations, les principes et les objectifs qui guident son action et celle de l'Assurance maladie en général, et en assurer la mise en œuvre ;
- assurer la mise en œuvre des accords « conventionnels » passés entre l'Union nationale des caisses d'assurance maladie (Uncam) et les syndicats représentatifs des différentes professions de santé, notamment pour la mise en place du parcours de soins coordonnés ;
- développer la maîtrise médicalisée des dépenses de santé ;
- définir et promouvoir la prévention de la maladie, des accidents du travail et des maladies professionnelles ;
- elle définit et pilote l’activité des organismes du réseau ;
- elle veille à ce que le service rendu aux publics soit homogène sur l’ensemble du territoire ;
- elle gère un des plus grands systèmes d’information en Europe : le système national de données de santé (SNDS).
- déterminer et coordonner l'activité des organismes des branches maladie et accidents du travail - maladies professionnelles du régime général (Caisses primaires d'assurance maladie, Caisses d'assurance retraite et de la santé au travail (Carsat, ex CRAM), négocier et attribuer les budgets aux caisses locales dans le cadre de contrats pluriannuels de gestion (CPG), et assurer des services de conseil et d'appui au réseau dans le cadre de son activité.

Les missions de la CNAM sont encadrées par une convention d’objectifs et de gestion (COG) conclue avec l’État pour une durée de cinq ans (quatre jusqu'en 2017) et par l'objectif national des dépenses d'assurance maladie (ONDAM), voté chaque année par le Parlement, qui fixe annuellement le montant prévisionnel annuel des dépenses de l'assurance maladie en France.